# Storthyngura parka
Storthyngura parka is een pissebed uit de familie Munnopsidae. De wetenschappelijke naam van de soort is voor het eerst geldig gepubliceerd in 2001 door Malyutina & Wägele.